# Замок Квінтін
Замок Квінтін (англ. — Quintin Castle) — один із замків Ірландії, розташований в графстві Даун, Північна Ірландія, в 2,5 милях на схід під селища Портаффері. Це один з небагатьох замків Ірландії, збудованих в норманському стилі, які є досі заселеними.
Замок був побудований Джоном де Курсі в 1184 році. Пізніше замок належав аристократичній родині Саваж. Замок здавався в оренду родині Сміт. У XVII столітті сер Джеймс Монтгомері купив замок Квінтін у Дудалтайга Сміта. Потім в замку жив Грейаббі Розкмонт. Його син Вільям побудував оточений стіною двір та менші вежі, великий будинок, що примикає до центральної вежі і велику кухню на морській стороні замку. Потім він знову перебудував замок, добудував нові поверхи, накрив новим дахом. Це відбулось, імовірно в 1659 році.
Монтгомері продав замок Джорджу Россу, але він ніколи не жив в замку. Замок кинутий напризволяще поступово почав руйнуватися. Господар в цей час жив в маєтку Маунт-Росс у декількох милях від селища Портаффері. На початку ХІХ століття замок успадкувала Елізабет Калверт (уроджена Блекер). Замок був відновлений в 1850 році. Бруківка замку була піднята вгору, відремонтовані стіни, розбитий внутрішній сад, побудована їдальня на нижньому поверсі великої вежі.
Потім садиба і замок були придбані родиною Бургесс, що жила в замку Квінтін у 1930—1950 роках. Мартін Скітс — аукціоніст з Белфаста, і його дружина володіли замком до 1970 років. У 1978 році у замку був відкритий будинок для перестарілих, цей заклад там був багато років, а потім замок був проданий у приватну власність. Замок був повністю відреставрований будівельною компанією «МакГімпсі та Кейн».